# Psykotisk depression
Psykotisk depression är en allvarlig form av depression där den affektiva störningen förvärrats till psykos. En psykotisk depression kan antingen vara episodisk (uppkomma en gång) eller recidiverande (återkommande). Den kännetecknas av att en depression med tiden kombineras med vanföreställningar, hallucinationer och/eller stupor; vanföreställningarna och hallucinationerna kan överensstämma med sinnesstämningen eller inte.

## Symtom
En psykotisk depression kan vara reaktiv, det vill säga uppstå till följd av livsomständigheter. Detta yttrar sig i att stämningsläget påverkas positivt av vissa stimuli. Andra depressiva psykoser uppstår utan att det finns något tydligt samband med livssituationen. Om psykosen yttrar sig i hallucinationer, kan det förekomma både synhallucinationer och dofthallucinationer; vid schizofreni förekommer ofta endast hörselhallucinationer. De omotiverade skuldkänslor som ofta följer med depressionen kan i psykotiska depressioner yttra sig i vanföreställningar om att ha begått en ond handling, ett brott eller en synd, eller i hallucinationer av röster som förebrår personen.

## Differentialdiagnoser
Vid schizoaffektivt syndrom uppkommer depressionen och psykosen samtidigt (efter en prepsykos), medan en psykotisk depression har en förhistoria av depression. Vid bipolär sjukdom med psykotiska inslag förekommer återkommande episoder av psykotisk depression. Samma symptom kan uppkomma av somatiska sjukdomar, till exempel giftstruma (organisk psykos) eller av droger (drogutlöst psykos).